# Охкур

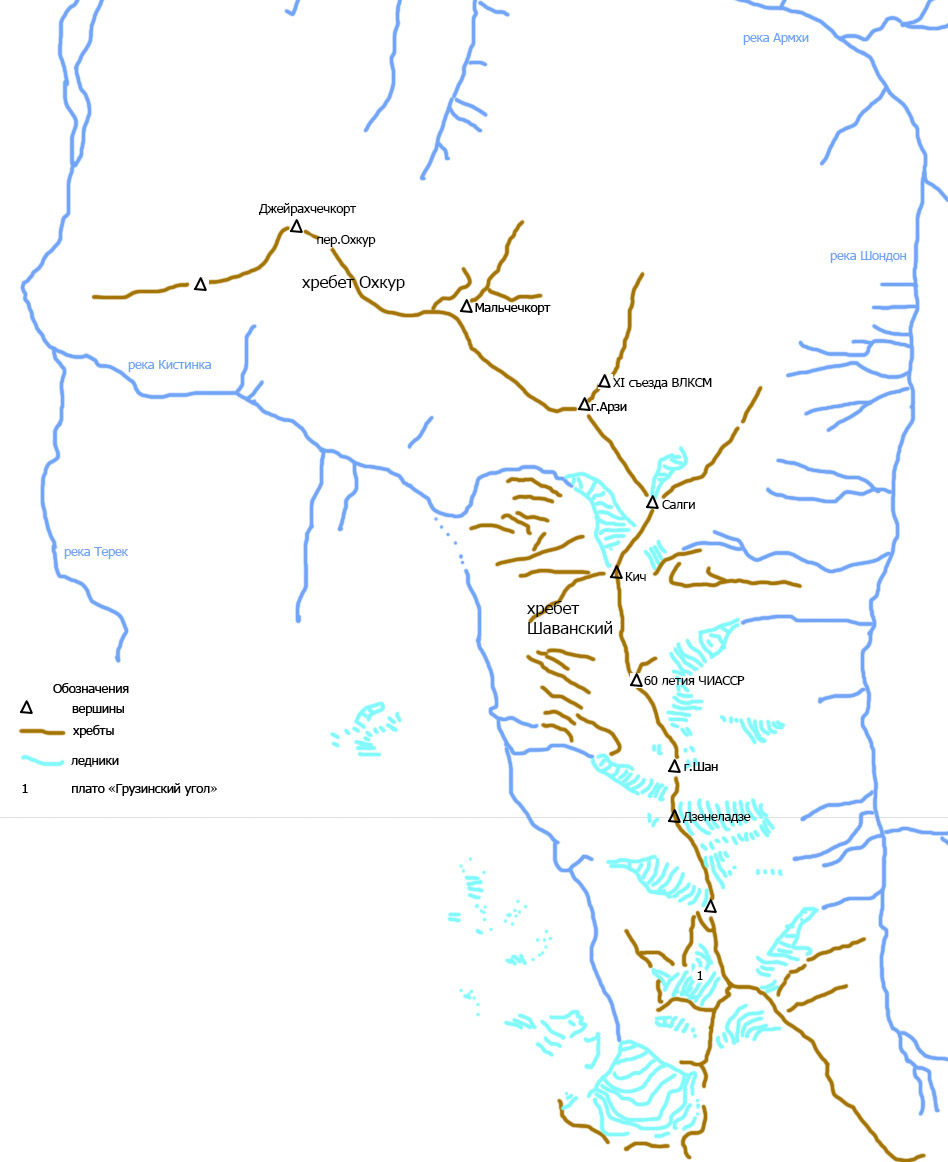
Карта орографии запада Восточного Кавказа. Нарисована на основе карты К-38

Охкур (груз. ოხკრი) — горная цепь на западе Бокового хребта Восточного Кавказа. Высшая точка горной цепи — гора Шан (4451,8 м). Горная цепь является водоразделом притоков реки Терек: река Кистинка (ущелье Хде) на юге и река Армхи с притоком Шондон (Шан-Дон) на севере. Оронимы рядом: Эзминская ГЭС в устье реки Армхи, оздоровительно-туристический комплекс Армхи, шоссейная дорога Алкун-Ольгети-Джейрах, развалины замка царицы Тамары на реке Терек, ледник Кибиши в верховьях реки Кистинка.

## Границыоронима
С хребта Охкур начинается Боковой хребет Восточного Кавказа. Продолжением хребта Охкур, как это указано на военных картах, является Шаванский хребет.
Восточная граница оронима — это плато Грузинский угол и ледник Рустави, откуда Боковой хребет, сблизившись с Водораздельным (Главным Кавказским) хребтом почти до 3000 м, резко поворачивает на северо-восток.

## Государственная принадлежность
По гребню горной цепи проходит граница между Россией (Республика Ингушетия) и Грузией.

## Морфометрия
От высотной отметки 1230 м на реке Терек горная цепь быстро поднимается до высот свыше 3000 м в направлении
на восток, северо-восток, поворачивая затем на юго-восток, затем почти на юг.
Средняя высота вершин и перевалов горной цепи в растет с запада от вершины Джейрахчечкорт (3333,9 м) и перевала Охкур (3248 м)
до горного узла «Грузинский угол» на востоке (свыше 4200 м).
Общая длина горной цепи по горизонтальной проекции составляет примерно 30 км.

### Вершины и перевалы
Основные вершины и перевалы с запада на восток: гора Джейрахчечкорт, пер. Охкур (Охкри), гора Мальчечкорт, гора Арзи и пик XI-летия ВЛКСМ в боковом хребте, пер. Салги, гора Салги, пер. Кич, гора Кич (Киччечкорт), пер. 60-летия ЧИАССР, пик 60-летия ЧИАССР, гора Шан, пер. ГКТ, пик Дзенеладзе, пик Джапаридзе, пер. МКТ.

### Оледенение
Как и на всем Восточном Кавказе оледенение сосредоточено на больших высотах около вершин горной цепи: Салги, Кич, несколько ледников вокруг горы Шан и восточнее нее до ледника Рустави. Самым крупным ледником района является Кибиши, лежащий восточнее Шаванского хребта, ниже по высоте и в направлении на юго-запад от ледника Рустави.

## Геологическое строение
Горную цепь слагают породы Юры (J1) аргиллиты, алевролиты, песчаники (до 3400 м).
Вблизи гребней выходят на поверхность более древние докембрийские и палеозойские породы доюрского основания.

## Спортивный туризм и альпинизм
В классификаторе маршрутов на горные вершины (раздел 2.9) приведена классификация маршрутов вершин горной цепи:
| Наименование     | Высота, м | Категория | Характеристика  | Маршрут                      | Примечание         |
| ---------------- | --------- | --------- | --------------- | ---------------------------- | ------------------ |
| XI Съезда ВЛКСМ  | 3930,4    | 2Б        | скальный        | от Арзичечкорт               | Ю. Поляков, 1949   |
| 60-летия ЧИ АССР | 4071      | 3Б        | комбинированный | по правому кулуару СВ стены  | А. Курочкин, 1984  |
| Джапаридзе       | 4372,3    | ЗБ        | комбинированный | с ледника Рустави            |                    |
| Дзенеладзе       | 4367      | ЗБ        | комбинированный | Ю контрфорс                  |                    |
| Киччечкорт       | 4116,7    | 2А        | скальный        | из ущ. Кистинки              |                    |
| Киччечкорт       | 4116,7    | 2А        | скальный        | СВ контрфорс В ребра         | В. Пыльцын, 1984   |
| Киччечкорт       | 4116,7    | 2Б        | скальный        | по В ребру Ю гребня          | В. Смирнов, 1984   |
| Киччечкорт       | 4116,7    | 2Б        | скальный        | по 3 гребню                  |                    |
| Салги            | 3944,3    | 1Б        | комбинированный | по СЗ гребню с ледника Кичша |                    |
| Салги            | 3944,3    | 1Б        | скальный        | по С гребню                  | X. Минтуев, 1984   |
| Салги            | 3944,3    | 2А        | скальный        | по В контрфорсу              | X. Минтуев, 1984   |
| Салги            | 3944,3    | 2А        | скальный        | по Ю гребню                  | В. Пыльцын, 1984   |
| Шан (Северный)   | 4346      | 3Б        | комбинированный | по В ребру С гребня          | В. Смирнов, 1984   |
| Шан (Главный)    | 4451,8    | 3Б        | комбинированный | с юга из ущелья Хде          | В. Щуровский, 1909 |

В классификаторах перевалов приведена классификация
перевалов горной цепи:
| Наименование                      | Высота, м | Категория | Маршрут, расположение                                             |
| --------------------------------- | --------- | --------- | ----------------------------------------------------------------- |
| 60 лет ЧИАССР                     | 3850      | 3А        | р. Кистинка — р. Шандон. Севернее горы Шан                        |
| ГКТ (Грозненского клуба туристов) | 4175      | 3А        | р. Кистинка — р. Шандон. Южнее горы Шан                           |
| Кич                               | 3720      | 1Б        | р. Кистинка, ледник Кичша                                         |
| МКТ (Московского клуба туристов)  | 4200      | 3Б        | р. Кистинка, ледник Рустави — р. Шандон. Севернее пика Чавчавадзе |
| Охкур                             | 3248      | 1А        | р. Армхи — р. Кистинка                                            |
| Салги                             | 3700      | 2А        | ледник Кичша — Ольгети                                            |

## Карты
- Карты Генерального штаба СССР (система координат 1940 г., БСВ). — Масштаб: в 1 см 2 км (1:200 000), в 1 см 1 км (1:100 000) и в 1 см 500 м (1:50 000); состояние местности на 1981-1988 гг. — Изданы с оригинала ГУГК СССР, 1979—1990. — (составлены по карте масштаба 1:50 000, созданной по материалам съёмки 1945-1960 гг. и исправлены по карте масштаба 1:50 000, обновлённой в 1975-1988 гг.).
- Карты ФГУП «Государственного научно-внедренческого центра геоинформационных систем и технологий» («Госгисцентр»). — Масштаб: в 1 см 2 км (1:200 000), в 1 см 1 км (1:100 000), в 1 см 500 м (1:50 000), в 1 см 250 м (1:25 000). — М., 2001.